# Folyami rák

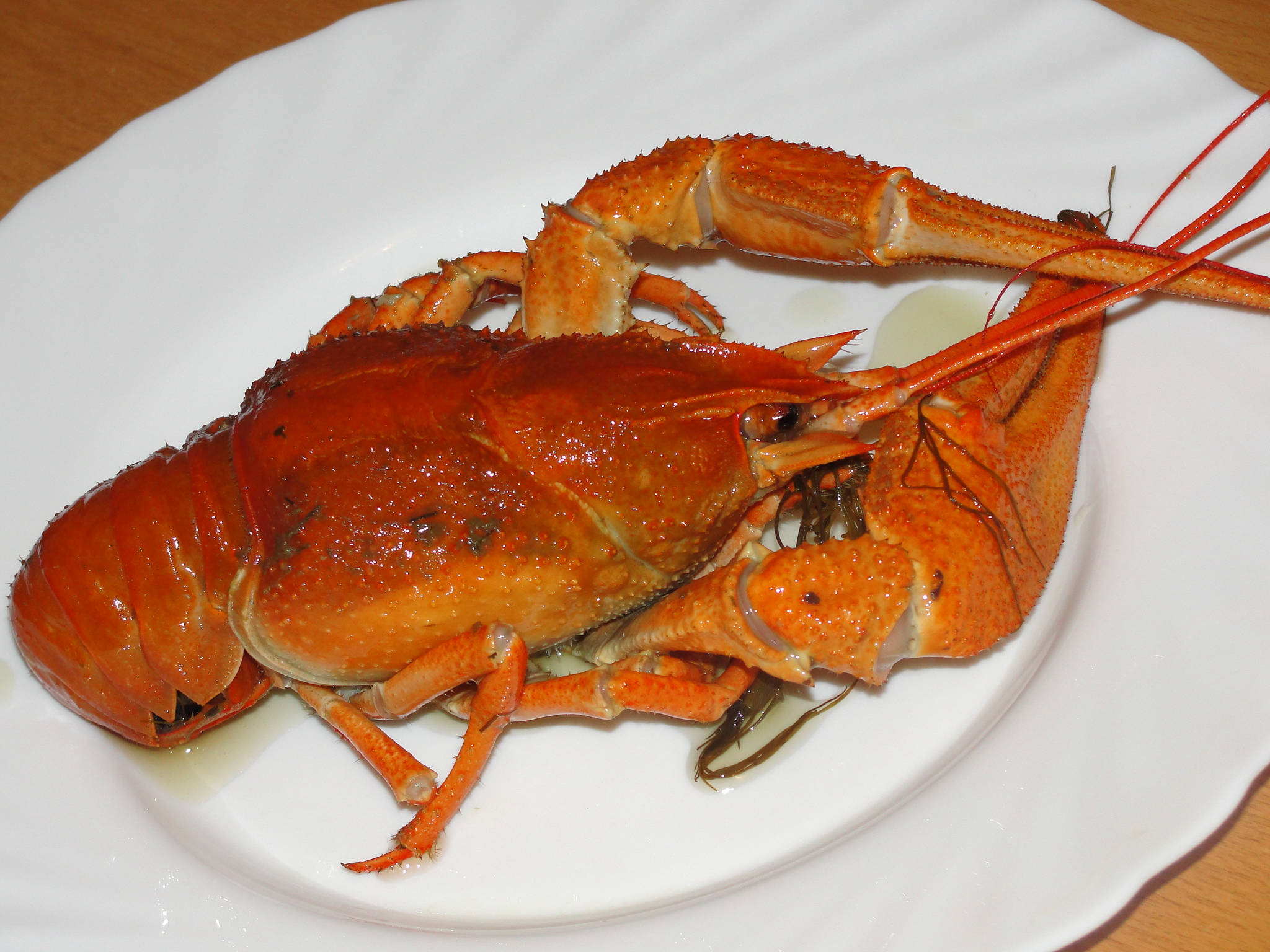
Főtt folyami rák

A folyami rák vagy nemes rák (Astacus astacus) a felsőbbrendű rákok (Malacostraca) osztályába sorolt tízlábú rákok (Decapoda) rendjében a névadó Astacidae család (és az egész alrendág) karakterfaja, az édesvízi rákok három, Magyarországon őshonos fajának egyike.

## Származása, előfordulása
Közép-Európában és Dél-Skandináviában honos. A 19. század közepéig egész Közép-Európában gyakori volt, ekkortól azonban az Amerikából Franciaországon át behurcolt rákpestis az állomány nagyobb részét kiirtotta. Ma nem túl gyakori.

## Megjelenése, felépítése
A tízlábú rákok rendjének legnagyobb közép-európai képviselője. Vörösbarna, szürke vagy sárgás, az ollók alsó oldala vörös. A hím 18, ritkán akár 25 centiméter hosszú is lehet, a nőstény 15 centiméternél rövidebb. A fejtort egységes hátpajzs (carapax) borítja. Két összetett szeme mozgatható, hengeres nyélen ül. Az elülső csáppár csaknem olyan hosszú, mint az állat teste. 5 pár járólába közül az első – főleg a hímé – igen erőteljes ollókban végződik. A második és harmadik pár járólábon kis ollók vannak. A potrohon 5 (a nőstényen csak 4) pár hasadt pleopodium és 1 pár uropodium nő. A hasadt, lapított uropodiumok az utolsó potrohfüggelékkel, a szintén lapos, lemezszerű telzonnal ötlemezű faroklegyezőt alkotnak.

## Életmódja, élőhelye
A folyóvizek és tavak lakója. Nappal a parti üregekben és kövek alatt él; éjjel vadászik, és ekkor rovarokat, csigákat, ebihalakat és apró halakat fog. Szívesen megeszi az elhullott állatok húsát, sőt, néha növényeket is fogyaszt.

## Szaporodása
Gonadjai a szív alatt, a bélcső felett helyezkednek el. A petefészek (ovarium) páros szerv, vékony falán átlátszanak a narancssárga peték. A rövid, izmos falú páros petevezető (oviductus) a 6. torszelvényen növő 3. pár járóláb tőízén nyílik a szabadba. A hímek ivarszerve a háromlebenyű, sárgásfehér here (testis). Ebből kétoldalt páros, kanyargós, fehér színű ductus deferens indul ki, amelynek izmos falú végső része az ondókilövellő cső. A hím ivarnyílása 8. torszelvényen növő 5. pár járóláb tőízén van.
A hím a ductus deferens váladékával összetapasztott hímivarsejtadagot, a spermatophorát cső alakú párzószervvé módosult 1. és 2. potrohlábával tapasztja a nőstény ivarnyílásának közelébe. A nőstény potrohát a tor alá hajtva petevezető váladékával feloldja a spermatophorát, és elkezdi lerakni a petéket, amelyek a spermatophorából kiszabadult spermiumoktól megtermékenyülnek.
A nőstény október és december között rakja le 50-300 petéjét. Ezeket a peterakással egyidejűleg elválasztott, először ragadós, majd vízben megszilárduló fonalak kötik egymáshoz és a potrohlábakhoz. Az anyaállat tavaszig potrohlábain hordozza a megtermékenyített petéket. A lábak mozgatása biztosítja a peteburkon belül fejlődő embriók megfelelő oxigénellátását, de így is csak mintegy 20 kel ki közülük.
Az utódok május és július között kelnek ki, de még két hétig az anyaállat testén maradnak.
A frissen kikelt rákok szelvényszáma teljes, minden testrészük kialakult, alakjuk csaknem azonos a felnőtt állatokéval. Nincs lárvaalakjuk; epimorfózissal (kifejléssel) fejlődnek. Miután elhagyják anyjuk potrohát, önálló életet kezdenek.
A 4. évben válnak ivaréretté, innentől a nőstények évente kétszer, a hímek egyszer vedlenek.

## Felhasználása
Ősidők óta eszik; megritkulása óta ínyenc csemege; az ínyencfalat szimbólumaként tűnik fel az irodalomban is.